# Sindhuli (dystrykt)

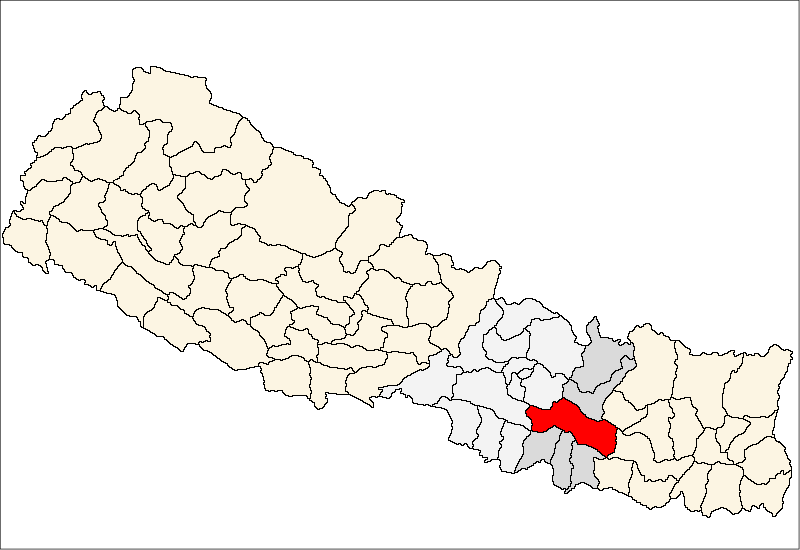
Dystrykt Sindhuli

Dystrykt Sindhuli (nep. सिन्धुली) – jeden z siedemdziesięciu pięciu dystryktów Nepalu. Leży w strefie Dźanakpur. Dystrykt ten zajmuje powierzchnię 2491 km², w 2011 r. zamieszkiwało go 296 192 ludzi. Stolicą jest Kamalamai.